# 智利雪松属
智利雪松属（学名：Austrocedrus）为柏科的一个属。

## 下属物种
本属包括以下物种：
- 智利雪松 Austrocedrus chilensis (D.Don) Pic.Serm. & Bizzarri
- Austrocedrus tasmanica Hill & Carpenter, 1989